# Alireza Tangsiri

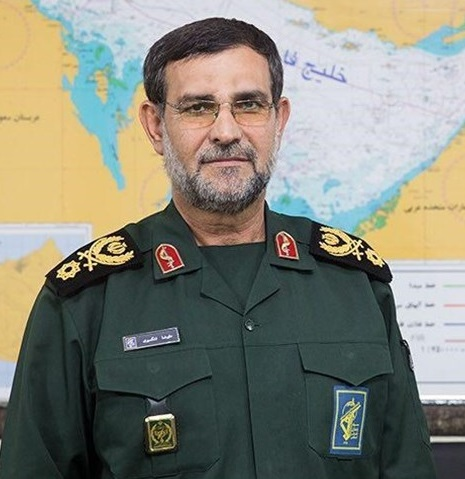
Konteradmiral Alireza Tangsiri (2020)

Alireza Tangsiri (persisch علیرضا تنگسیری; * 1962 in Tangestan) ist ein Konteradmiral der Marine der Islamischen Revolutionsgarde (IRGCN), der seit dem 23. August 2018 Kommandant der IRGC-Marine ist, als er Ali Fadavi ablöste.

## Laufbahn
Von 2006 bis 2010 befehligte Tangsiri den 1. Marinebezirk der IRGC und war von 2010 bis 2018 stellvertretender Kommandant der IRGC-Marine. 

## Sanktionen
Am 24. Juni 2019 verhängte das US-Außenministerium Sanktionen gegen acht IRGC-Kommandeure wegen ihrer Rolle und Beteiligung an einem provokativen Raketenprogramm und der Sabotage von Handelsschiffen in internationalen Gewässern. Am 20. Juli 2023, hat die Europäische Union sechs Beamte der Islamischen Republik, darunter Alireza Tangsiri, wegen ihrer Beteiligung an der Lieferung von Luftverteidigungssystemen nach Syrien und der Lieferung von Drohnen an Russland auf ihre Sanktionsliste gesetzt. Zu den Sanktionen gehören Beschränkungen für Reisen in EU-Länder und das Einfrieren von Vermögenswerten von Personen, die am Drohnenprogramm der Islamischen Republik beteiligt sind. EU-Bürgern und Unternehmen wird es zudem untersagt sein, mit ihnen Finanzgeschäfte zu tätigen.